# Ruth Asch
Ruth Ellen Asch (geboren am 25. September 1898 in Glowno, Provinz Posen; gestorben am 28. September 1989 in Los Angeles, Kalifornien) war eine deutsche Fotografin.

## Leben und Werk

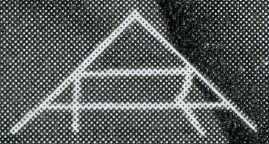
Das aus den Buchstaben R und A geformte Monogramm der Fotografin im Reichshandbuch der deutschen Gesellschaft

Ruth Asch wurde am 25. September 1898 im Dorf Glowno im damaligen Kreis Posen-Ost geboren.
Zur Zeit der Weimarer Republik arbeitete sie als Verlagsfotografin für den in Berlin ansässigen Deutschen Wirtschaftsverlag. In dessen Auftrag fertigte sie zahlreiche Fotoporträts führender Persönlichkeiten ihrer Zeit für das 1930 und 1931 erschienene zweibändige Reichshandbuch der deutschen Gesellschaft an. Ihre eigens dafür gefertigten Aufnahmen entstanden bei „zahlenden Persönlichkeiten“ oftmals bei einem Hausbesuch der Fotografin. Ihre im Reichshandbuch abgedruckten Bilder wurden mit ihrem Monogramm aus den beiden Buchstaben A und R gekennzeichnet.
Zu Aschs bekanntesten Bildern zählt eine Serie von Porträtaufnahmen des irischen Schriftstellers James Joyce, die um 1929 entstand. Ein Foto dieser Serie wurde in der deutschen Erstausgabe von Joyce’ Ulysses als Autorenporträt sowie auf Werbepostern für das Buch verwendet. Das Londoner Auktionshaus Christie’s erzielte bei der Versteigerung eines seltenen, mit schwarzer Tinte von Joyce signierten Silberabzugs eines dieser Porträtfotos im Mai 2018 einen Verkaufspreis von 17.500 Euro. Auf der Rückseite dieses Fotos befindet sich ein Firmenstempel mit der Aufschrift Atelier Ruth Asch. Berlin-Wilmersdorf. Jenear Strasse 6.
Auf einem anderen – undatierten – Porträtfoto, das sich in der Sammlung Sylvia Beach Papers, 1872–1899 der Princeton University befindet, wird die Adresse von Aschs Atelier mit „Berlin W 30, Rosenheimerstr. 17 IV“ angegeben.
Asch lebte zeitweilig auch in Paris. Dort fertigte sie Fotografien französischer Künstler für den von Doris Wittner verfassten Artikel Moderne Kunst und Emigration in Paris, der im August 1929 in der illustrierten Zeitschrift Das Leben erschien. Von Asch fotografisch porträtiert wurden der Komponist Arthur Honegger, die Schriftsteller Marthe Bibesco, Jean Cocteau und Philippe Soupault, die Künstler Marc Chagall, Robert Delaunay und Fernand Léger sowie die Schauspielerin Ludmilla Pitoëff.
Am 11. April 1931 heiratete Ruth Asch in Berlin-Charlottenburg den aus Quedlinburg stammenden Buchhändler Paul von Bergen. Zu jener Zeit lautete ihre Wohnadresse Gnützelstraße 18 in Berlin-Wilmersdorf. In den folgenden Jahren betrieb sie unter ihrem Ehenamen Ruth von Bergen an der Adresse Augsburger Straße 61 in Charlottenburg, wo auch ihr Ehemann als Verlagsdirektor firmierte, ein fotografisches Atelier. Ihre Ehe wurde am 14. September 1935 nach vier Jahren geschieden, sie benutzte jedoch zeitlebens weiterhin den Namen Ruth von Bergen.
Anfang der 1940er Jahre gelang ihr die Flucht aus Nazideutschland in die Vereinigten Staaten. Nach einem Zwischenaufenthalt in Panama-Stadt erreichte sie am 16. Januar 1941 auf der SS West Camargo San Francisco. Auf den Passagierlisten gab sie als nächste Angehörige in Deutschland ihre Mutter Marie Asch in Berlin und als Kontaktperson in den USA eine Freundin namens Caron Weston in San Francisco an. Sie ließ sich in der Fountain Avenue in Los Angeles nieder und erhielt im August 1946 die US-amerikanische Staatsbürgerschaft. Auf ihren Einreisedokumenten gab sie an, außer Deutsch auch Englisch, Französisch und Spanisch zu sprechen. Ob sie in den Vereinigten Staaten weiterhin als Fotografin tätig war, ist nicht dokumentiert.
Ruth von Bergen (Asch) starb drei Tage nach Vollendung ihres 91. Lebensjahres am 28. September 1989 in Los Angeles.